# Copa de Néstor
La Copa de Néstor es el nombre que se da en la Ilíada a un recipiente de características especiales que estaba en posesión de Néstor.  Néstor era un legendario rey de Pilos, en el suroeste de Grecia. En la Ilíada aparece luchando con el bando griego en la Guerra de Troya junto a sus hijos, Antíloco y Trasimedes, siendo descrito como un valiente soldado y consejero a pesar de su avanzada edad. Fue de gran ayuda en el ágora y se le presenta de dos formas: como un hombre pacífico y de gran sabiduría; y como una persona que desemboca al caos. La Odisea da cuenta de cómo los dioses le permiten regresar a su patria sano y salvo, gracias a su piedad y su prudencia. 
Esta copa, según la descripción de Homero, era una copa en forma de tronco cónico apoyado en un doble soporte con cuatro asas y dos pájaros en ambos lados de la copa. También se conoce con este nombre a dos hallazgos arqueológicos: una copa de oro hallada en Micenas y un fragmento de cerámica encontrada en Pitecusas que contiene una de las más antiguas inscripciones en griego.

## Papel de Néstor en laIlíada
Néstor posee uno de los discursos más largos, el cual se pude dividir en tres, y tiene como objeto la reconciliación entre Aquiles y Agamenón. Esta disputa comienza porque Aquiles entra en colera por la ofensa que le hace Agamenón, quien al ceder a Criseida, arrebata a Aquiles su parte del botín, la joven sacerdotisa Briseida. Asimismo, este discurso se hace en un contexto hostil por la tensión crea después de que Aquiles arrojara el cetro real al suelo.
En la primera parte evoca a los dioses y hace una introducción a este alegato exponiendo que “los troyanos mucho se regocijarían en el ánimo si se informaran de todo esto sobre ustedes que combaten”. También observamos un peligro claro ante estas palabras pues los troyanos conseguirían una ventaja ante ellos.
En cuanto a la segunda parte, es más extensa y enrevesada, Néstor intenta persuadir a Agamenón y a Aquiles puesto que el es mayor que ellos junto a la necesaria de legitimar su palabra. Por otro lado, Néstor cita a varios héroes que el pudo conocer y sus acciones que nunca volvió a ver en ningún otro. Así pues, compara esta fuerza con los jóvenes presentes.
Por último, la tercera parte, menos ambigua y narrativa, describe las características de los dos hombres y los poderes que ambos poseen. También apela por una equidad donde ninguno de los dos haga mal al otro puesto que tanto Agamenón como Aquiles son esenciales para la lucha contra Troya. 

## Descripción en laIlíada
En el libro 11 de la Ilíada, Aquiles envía a Patroclo a ver quién de los Aqueos ha sido herido (XI. 596-617). Durante su investigación, Patroclo se encuentra con Néstor, quién le dedica uno de los parlamentos más largos de todo el poema (656-803). Néstor motiva a Patroclo con el objetivo de entusiasmar a Aquiles a volver al combate o permitirle hacerlo en su lugar. 
En cuanto a la descripción, Homero <<hace de la copa una marca de riqueza>> pues está hecha de oro. Y el tamaño, a <<la vitalidad de Néstor pese a su avanzada edad>>. Seguidamente habla de dos palomas. Joel Christensen propone que la copa funciona como un mensaje codificado, un mensaje vinculado tanto a la función de Néstor en el contexto inmediato como a la función de Patroclo en el relato en general. En la poesía homérica hay una relación entre las palomas y las divinidades: las diosas son a menudo comparadas con palomas cuando descienden del Olimpo. Por otra parte, hay que tener en cuenta la afirmación de Odiseo en la Odisea de que las palomas le traen ambrosía (la bebida de los dioses) a Zeus (XII.61-64). 
La descripción de la copa aparece en la Ilíada XI, 632, en un pasaje en el que Néstor y Macaón regresaban de la batalla y eran servidos por la esclava Hecamede en la tienda de Néstor. Como botín de guerra Néstor se trajo a la esclava Hecamede, quien se encargó de servirles el vino para que brindaran por la victoria, «una poción calmante y revitalizadora».  La descripción de la copa de la que bebieron ambos guerreros es la siguiente:

πὰρ δὲ δέπας περικαλλές, ὃ οἴκοθεν ἦγ᾽ ὁ γεραιός, 

χρυσείοις ἥλοισι πεπαρμένον: οὔατα δ᾽ αὐτοῦ 

τέσσαρ᾽ ἔσαν, δοιαὶ δὲ πελειάδες ἀμφὶς ἕκαστον 

χρύσειαι νεμέθοντο, δύω δ᾽ ὑπὸ πυθμένες ἦσαν. 

ἄλλος μὲν μογέων ἀποκινήσασκε τραπέζης 

πλεῖον ἐόν, Νέστωρ δ᾽ ὁ γέρων ἀμογητὶ ἄειρεν.
Una copa de bello contorno traída de casa por el anciano, 

tachonada con áureos clavos. Las asas que tenía 

eran cuatro. A ambos lados de cada asa dos palomas 

áureas picoteaban, y por debajo había dos soportes. 

Cualquier otro a duras penas podía moverla de la mesa 

estando llena, pero el anciano Néstor la alzaba sin fatiga.
Homero, Iliada 11.632-637

## Arqueología

### Copa de Néstor de Micenas

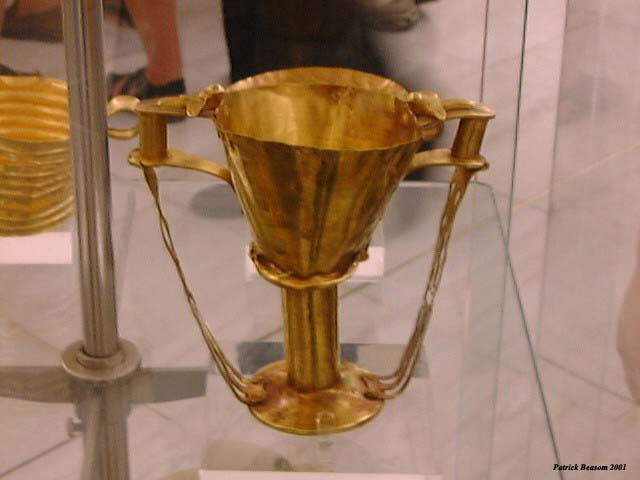
Copa de oro de Micenas, que Schilemann llamó "Copa de Néstor".

Entre 1874 y 1876 el alemán Heinrich Schliemann excavó en una necrópolis en Micenas que data de la Edad del Bronce y encontró una copa de oro a la que llamó copa de Néstor (la halló en el Círculo de tumbas A). La copa es llamada de esa manera debido a las similitudes que tiene con la copa de Néstor descrita por Homero. Por ejemplo, la copa está hecha de oro y tiene dos palomas a ambos lados. Sin embargo, encontramos diferencias como que solo tiene dos asas y no cuatro como dice el poema. Aun así, la copa data del XVI a. C ya que el contexto arqueológico pertenece a esta época. Se expone en el Museo Arqueológico Nacional de Atenas.  
La copa tiene un tronco cónico apoyado sobre un alto pedestal con dos asas que se unen en la base y dos pájaros en ambos lados de la copa. Está fabricado con láminas de oro y su peso llega casi a 300 gramos. 

### Copa de Néstor de Pitecusas

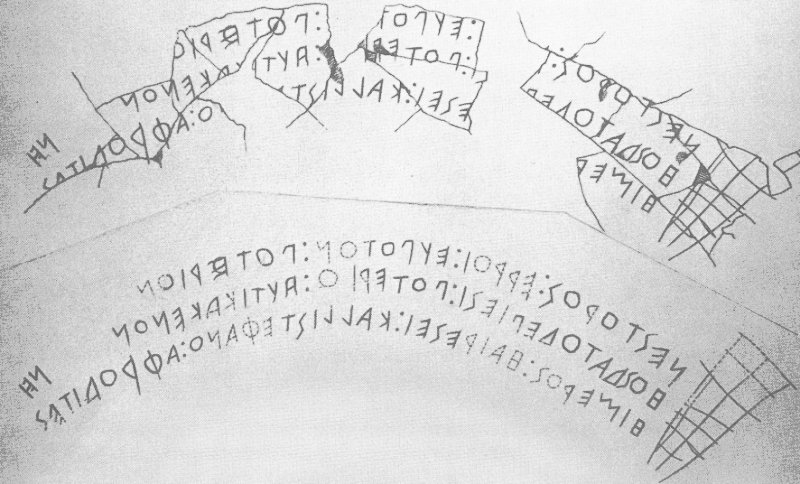
Texto de la copa de Néstor de Isquia, y debajo la tentativa de reconstrucción.

En 1954 fue descubierta en la isla de Isquia, donde se ubicaba la antigua colonia griega de Pitecusas, un fragmento de cerámica del periodo geométrico que contiene una inscripción que, por el contexto arqueológico en que fue hallada, se ha datado en torno al año 720 a. C. Así pues, esta inscripción es una de las primeras en lengua griega que ha llegado a nuestros días. A diferencia de la copa de Micenas, esta no tiene similitudes con la copa de Néstor de la Ilíada, pues no se observan pájaros a ambos lados, ni tiene un doble sustento, está hecha de cerámica y no de oro, etc. El nombre de esta copa se debe a la inscripción que se encuentra en el exterior de la copa.  
Puesto que la inscripción no está completa, ha habido diferentes tentativas de traducirla. Según la traducción más aceptada, dice:

La copa de Néstor era agradable de beber. Pero quien beba de esta copa quedará al punto dominado por el deseo de Afrodita, la de la hermosa corona.

Los que defienden esta traducción consideran esta inscripción como una prueba de que la Ilíada se conocía de un modo amplio ya en el siglo VIII a. C. 
Sin embargo, hay algunos estudiosos que defienden otra traducción que diría así:

Soy la copa de Néstor, agradable para beber.  Quien beba de esta copa quedará al punto dominado por el deseo de Afrodita, la de la hermosa corona.

Según esta traducción, simplemente la copa había sido posesión de un hombre llamado Néstor y no habría en la inscripción ninguna alusión a la Ilíada.